# Московский историко-архивный институт
Моско́вский госуда́рственный исто́рико-архи́вный институ́т (МГИАИ) — советское высшее учебное заведение. Занимал исторические здания бывшего Печатного двора на Никольской улице в Китай-городе. В 1991 году на его базе был создан Российский государственный гуманитарный университет.

## Истоки
Институт архивоведения был создан 30 сентября 1930 года постановлением ЦИК и СНК СССР «Об открытии при Центральном архивном управлении Союза ССР Института архивоведения и о передаче Кабинета архивоведения при Центральном архивном управлении РСФСР в ведение Архивного управления Союза ССР» по ходатайству историка М. Н. Покровского. Инициаторами создания института выступили В. В. Максаков и М. С. Вишневский. Целью создания нового института была подготовка новых кадров для советских архивов, в связи с чем первоначально преподавание сводилось к узкой специализации.
Институт создавался с опорой на Московский и Петербургский археологические институты. Занятия начались 1 апреля 1931 года в учебных аудиториях, находившихся в здании Центрального архивного управления СССР (ул. 25 Октября, д. 15). Директором Института архивоведения с 18 января 1931 года был назначен Р. К. Лицит. В 1932 году институт был переименован в Историко-архивный институт им. М. Н. Покровского (до 1938 г.).
С 1938 по 1947 годы институт, непосредственно подчиненный Главархиву, находился в ведении НКВД, затем МВД. В 1947 г. был передан в Министерство высшего образования СССР.

## В составе РГГУ
Пришедшие на работу в МГИАИ выпускники МГУ — такие, как Николай Ерошкин и Сигурд Шмидт — основали свои научные школы, оказавшие заметное влияние на развитие советской исторической науки. Основной костяк профессуры продолжил преподавать в институте и после организации РГГУ, когда историко-архивный институт влился в его структуру. В 1992—1996 гг. институт возглавлял его выпускник, профессор, доктор исторических наук Евгений Старостин.

## Директора и ректоры МГИАИ
- Р. К. Лицит (1931)
- С. М. Абалин (1931—1934)
- Н. И. Соколов (1934—1937)
- К. С. Гулевич (1937—1939)
- И. И. Мартынов (1939—1941)
- д.и.н. П. П. Смирнов (и. о.; 1941—1942)
- д.и.н. П. Б. Жибарев (1943—1944)
- к.и.н. Д. С. Бабурин (1944—1947)
- Н. А. Елистратов (1948—1950)
- А. С. Рослова (1950—1962)
- д.и.н. Л. А. Никифоров (1962—1968)
- д.и.н. С. И. Мурашов (1968—1976)
- к.и.н. Н. П. Красавченко (1976—1986)
- д.и.н. Ю. Н. Афанасьев (1986—1991)

## Известные преподаватели и выпускники
- См. Категория:Преподаватели МГИАИ
- См. Категория:Выпускники МГИАИ